# رود آدامز
رود آدامز (بالإنجليزية: Rod Adams)‏ (15 سبتمبر 1945 بباث في المملكة المتحدة - ) هو لاعب كرة قدم بريطاني في مركز جناح ‏. لعب مع نادي بورنموث ويوفل تاون وفروم تاون ‏ ونادي ويموث.